# Картонная коробка (рассказ)
«Карто́нная коро́бка» (англ. The Adventure of the Cardboard Box) — один из рассказов Артура Конан Дойля о Шерлоке Холмсе. Входит в сборник рассказов «Его прощальный поклон». Впервые опубликован в «The Strand Magazine» в январе 1893 года (в  британском издании, в отличие от американского, 7 рассказов: «Картонная коробка» перенесена в сборник «Воспоминания Шерлока Холмса».)

## Сюжет

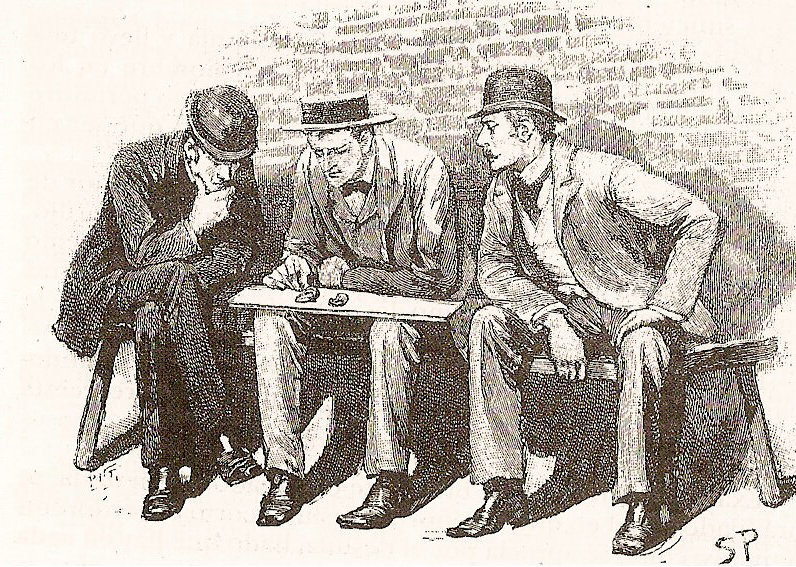
Шерлок Холмс изучает уши

Добропорядочная жительница Кройдона (пригород Лондона), пятидесятилетняя дама мисс Сьюзен Кушинг, получает необычную посылку: картонную коробку с отрезанными человеческими ушами. Инспектор Лестрейд, который занимается расследованием происшествия, считает что это шутка студентов-медиков, ранее проживавших у мисс Кушинг, но Шерлок Холмс подозревает, что дело обстоит гораздо серьёзнее.
Визит к мисс Сьюзен подтверждает опасения Холмса: в коробке находятся мужское и женское ухо, отрезанные тупым инструментом, а, следовательно, речь идет о серьёзном преступлении.
На портрете у Сьюзен Кушинг Холмс видит трёх сестёр Кушинг: Сьюзен, Сару и Мэри. Сьюзен сообщила, что Мэри замужем за Джимом Браунером, стюардом, но с недавних пор она перестала писать Сьюзен.
Визит к средней сестре, Саре, оканчивается неудачно. Она серьёзно заболела, и врач никого не пускает к ней.
После этого Шерлок Холмс сообщает Лестрейду, кто, вероятно, является преступником. Через несколько дней Лестрейд арестовывает его: им оказывается Джим Браунер.
Холмс по форме уха у Сьюзен догадался, что одно из присланных ушей принадлежало её убитой сестре. Также он понял, что посылка предназначалась Саре Кушинг, а не Сьюзен. Из рассказа Браунера выяснилось, что Сара разрушила его брак с Мэри, причиной чего стала безответная любовь Сары к Джиму. В результате этого Мэри начала встречаться с Алеком Фэрберном, которых Джим застал вместе в кэбе, неожиданно вернувшись из рейса.
Джим проследил за парой, которая направлялась на увеселительную прогулку в лодке. Он догнал на второй лодке и убил их обоих, отрезал им по уху, а затем утопил лодку с трупами. Однако в результате он стал бояться сойти с ума (лица убитых каждый раз являлись ему во сне) и не стал сопротивляться полиции при задержании.

## Переводы на русский язык
В 1907 году был сделан перевод, который в настоящее время представляет скорее исторический интерес.
В 1966 году опубликован перевод В. Ашкенази и опубликован в рамках издания восьмитомного собрания сочинений А. Конан Дойля, изданного в 1966 году издательством «Правда» в составе «Библиотеки журнала «Огонёк». Переиздан в 1983 году.
В 2002 году  рассказ опубликован под названием "Страшная посылка" в переводе В. Акимова.
1. ↑  Doyle A. C. The Memoirs of Sherlock Holmes (англ.) — George Newnes, 1894.